# 九號鎮區 (堪薩斯州普拉特縣)
九號鎮區（英語：Township 9）是位於美國堪薩斯州普拉特縣的一個行政鎮區。

## 地方資料
九號鎮區的面積為380.09平方千米，當中陸地面積為379.90平方千米，而水域面積為0.19平方千米。根據2010年美國人口普查的數據，當地共有人口314人，而人口密度為每平方千米0.83人。

## 外部連結
- US-Counties.com
- City-Data.com （页面存档备份，存于）